# Caladenia multiclavia
Caladenia multiclavia es una especie de orquídea de hábito terrestre del género Caladenia. Es nativa de Australia.

## Descripción
Es una planta herbácea tuberosa, perenne, de hábito terrestre que alcanza los 25 cm de altura. La inflorescencia tiene las flores de color rojo o rosa. La floración se produce en Sep-Oct. Se encuentra en las margas arcillosas en las pistas de ríos y arroyos de temporada

## Taxonomía
Caladenia multiclavia fue descrita por Heinrich Gustav Reichenbach  y publicado en Beitr. Syst. Pflanzenk. 64. 1871.
Etimología
Caladenia: nombre genérico que  deriva de las palabras griegas calos (que significa hermosa) y adén (es decir, las glándulas), refiriéndose al colorido labelo y las brillantes glándulas en la base de la columna que adornan muchas de las especies.
Variedades
- Caladenia multiclavia var. brevicuspis Benth.
- Caladenia multiclavia var. multiclavia

Sinonimia
- Calonema multiclavium (Rchb.f.) D.L. Jones & M.A. Clem. (2001)
- Jonesiopsis multiclavia (Rchb.f.) Szlach. (2001)
- Calonemorchis multiclavia (Rchb.f.) D.L. Jones & M.A. Clem. (2002)[1]